# HSV Senator

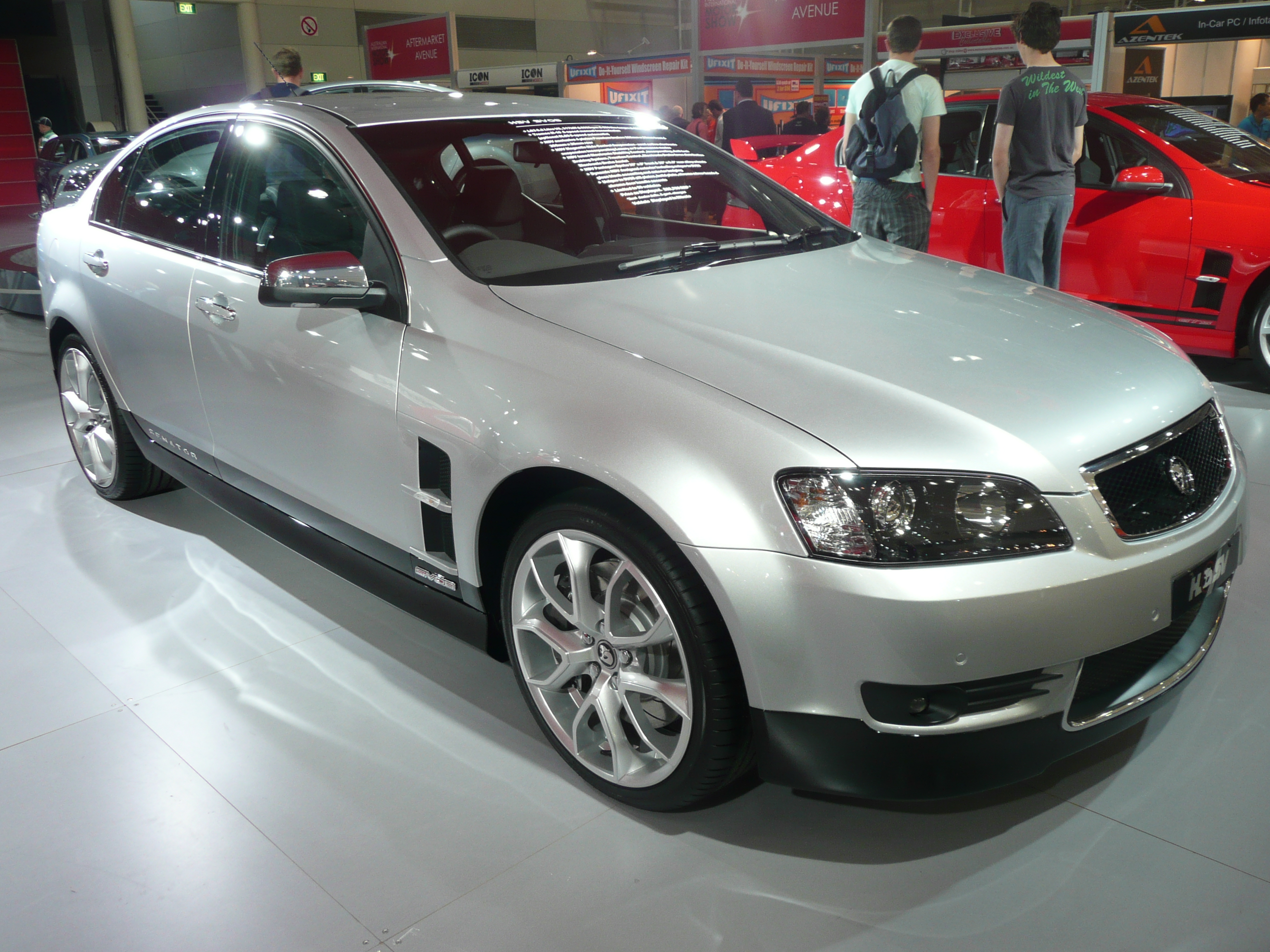
HSV Senator SV08 Serie E (2008)

Der HSV Senator ist eine sportliche Luxuslimousine, die auf Basis des Holden Commodore seit 1992 von Holden Special Vehicles in Australien hergestellt wird.
Die Wagen haben Hinterradantrieb und aktuelle E-Serie mit dem 6,0-l-V8-Motor wird in Clayton (Victoria) aus in Elisabeth (Südaustralien) hergestellten Teilen endmontiert. Einige Zeit gab es keinen direkten Wettbewerber mit einem ähnlichen Auto, aber im Oktober 2006 kündigte Ford Performance Vehicles den Ford Falcon Force 6/8 an. Weitere Konkurrenzmodelle sind der BMW M5 und die Mercedes-Benz CLS-Klasse. Der Senator Signature ist das Luxusmodell in der HSV-Palette und bietet das elektrisch regulierbare Fahrwerk MagnaRide, mit dem eine sportliche oder komfortbetonte Einstellung des Fahrwerks gewählt werden kann. Die Verkaufspreise beginnen bei 76.900 AU$.

## Konstruktion und Entwicklung
Die Entwicklung und Erprobung der Technik kostete HSV ca. 6 Mio. AU$. Die Konstruktion der Serie lag in den Händen von Julian Quincy und begann mit einem Besuch des HSV-Konstruktionsteams im Holden-Konstruktionszentrum im Port Melbourne im Februar 2003, wo man einen fertigen Holden VE Commodore SS besichtigte. Bis jetzt gab es wenig Beschwerden über die Konstruktion des derzeitigen Senator Signature mit Ausnahme der versteckten Handbremse. Das elektrisch einstellbare Fahrwerk MagnaRide wurde zum ersten Mal bei einem australischen Auto im HSV Senator Signature eingesetzt. Mit einem Schalter am Armaturenbrett kann das Fahrwerk von einer komfortablen Abstimmung auf eine sportliche Abstimmung umgestellt werden.
Der Senator Signature ist das fünfte Auto weltweit mit dieser Technik; der erste war 2002 ein Cadillac, dann kamen Audi, Ferrari und Chevrolet. Ian Callum konstruierte den VR, den VS, den VT und den VX. Ziel war der Bau eines Autos, das ein „weiches“ und angenehmes Image hatte. Man sieht diese Ausrichtung beim Clubsport und den R8-Modellen, die auch gegen einige europäische Marken antraten. Mit der Zeit wurden diese Wagen immer populärer, aber wegen ihres hohen Preises kamen sie nicht so gut in der Presse weg. Dies aber verschreckte HSV nicht; es entstanden schon neun verschiedene Modelle seit dem ersten VP. Davon sieht man nur wenige im täglichen Straßenverkehr, die meisten sind in Museen und Ausstellungen zu sehen.Auch Chromverzierungen wurden beim Senator eher sparsam eingesetzt, schon weil seine Schwestermodelle Clubsport, R8 und Commodore auch nicht übermäßig mit Chrom behängt sind.

## Modelle

### VP Senator
Die Geschichte begann, als 1991 der Holden VN Commodore durch den Holden VP Commodore ersetzt wurde. Ein Jahr später wurde der erste Senator eingeführt, der auf dem VP-Modell basierte. Der neue Wagen sollte sowohl Luxus als auch Sportlichkeit bieten und den Holden-Statesman-Modellen mit langem Radstand zur Seite gestellt werden. Der neue Senator hatte ein weicheres Styling als die Modelle Clubsport und GTS, aber die Einzelradaufhängung hinten, die auch die besseren Commodore-Modelle und die Statesman boten. Es gab nur eine Handvoll Autos auf Basis des Commodore mit einer Klimaautomatik. Andere Ausstattungsdetails umfassten Lederausstattung, Tempomat und Sperrdifferenzial. Auch ein Dreispeichenlenkrad war eingebaut. Die Höchstgeschwindigkeit lag bei 220 km/h. Den Wagen gab es mit einem 5,0-l-V8-Motor mit 245 bhp (180 kW), einem manuell zu schaltenden Fünfganggetriebe oder einer vierstufigen Automatik von GM. Es gab zwei Ausführungen: das Standardmodell und den Senator 5000i mit mehr Leistung. Insgesamt wurden 382 Fahrzeuge gebaut.

### VR Senator
1993 kam der deutlich überarbeitete VR Senator, der auf dem Holden VR Commodore basierte, der ersten radikalen Überarbeitung seit dem 1988er VN Commodore. Zu dieser Zeit war der Senator die Luxuslimousine mit kurzem Radstand für zahlungskräftige Kunden und stand noch über dem Calais. Die Rückbank stammte von Statesman. Zusammen mit den HSV-Schwestermodellen wurde der Senator von Ian Callum überarbeitet und schlanker und aggressiver gestaltet. Er erhielt die 252 bhp-(185 kW)-Version des 5,0-l-V8. Es wurde ein neues Fahrwerk entwickelt – als „Touring Package“ angeboten, das der neuen Leistungsstufe angemessene Fahrsicherheit und Komfort bot. Ab Mai 1994 gab es den Senator auch mit dem neuen HSV-„Stroker“-Motor 215i, ein 5,7-l-V8 mit 292 bhp (215 kW). Für einen Aufpreis von 10.000 AU$ war der handgefertigte Motor als Option erhältlich. Dazu gab es ein manuell zu schaltendes Sechsganggetriebe oder die bekannte vierstufige Automatik. Die Beschleunigung von 0–100 km/h schaffte der 185i in 7,8 s und der 215i in 6,9 s. Insgesamt entstanden von beiden Versionen 855 Fahrzeuge.

### VS Senator
1995 wurde der VS Senator eingeführt, der auf dem Holden VS Commodore beruhte. Diesmal waren Karosserie, Ausstattung und Aluminiumräder nur leicht überarbeitet worden. Im VS Serie II wurde das ISS (Integrated Security System) von HSV serienmäßig eingeführt, ebenso wie Bedienelemente für die Stereoanlage im Lenkrad. Die Kunden hatten weiterhin die Wahl zwischen den 185i- und dem 215i-Motor. Bis Dezember 1995 wurden 416 Stück gebaut, immerhin 439 Fahrzeuge weniger als vom Vorgänger.

### VT Senator Signature
Der neue VT Senator Signature von 1997 bekam die größere, vollkommen neue Karosserie des Holden VT Commodore. Neu war auch der Kombi des Senator Signature, der erste Kombi in der HSV-Modellpalette. Bei seinem Erscheinen kostete er 71.650 AU$. Zur Wahl standen ein verbesserter 5,0-l-V8-Motor mit 265 bhp (195 kW) und ein 5,7-l-V8-Motor mit 299 bhp (220 kW). Die Wagen hatten serienmäßig eine geschwindigkeitsabhängige Servolenkung, die sich den Straßen- und Umweltverhältnissen anpasste, und ein Luxusfahrwerk mit Monroe Sensatrac – Stoßdämpfern. Im Unterschied zu anderen HSV-Modellen hatte der Senator einen Kühlergrill mit einzelner Chromspange, Seitenverkleidungen, Nebelscheinwerfer und 17″-Aluminiumräder mit 10 Speichen. Der Wagen war tiefergelegt, hatte Ledersitze und umfangreiche Holzimitatvekleidungen. Außerdem gab es eine Reifendruck-Fernüberwachung und eine Klimaanlage.
Die Schneckenlenkung ähnelt der des Senators der E-Serie mit Variatronic--Servo. Die Einzelradaufhängung hinten und die Sensatrac-Stoßdämpfer mit anpassungsfähiger Dämpfungsrate sorgten komfortabel und sichere Fahreigenschaften. Auch auf die Ledersitze abgestimmte Türverkleidungen waren angebracht. Dazu gab es von HSV Helferlein für den Fahrer, wie eine Taschenlampe, ein Werkzeug zur Entfernung der Achskappen und ein Taschenmesser. Im Senator der VT-Serie II kam ein neuer 5,7-l-V8-Motor mit 340 bhp (250 kW) (der LS1, der auch im Chevrolet Corvette C5 eingebaut war), der nun serienmäßig war, und der Kombi entfiel wieder.
Spezielle, mehrfach verstellbare Sitze wurden eingeführt, um dem Fahrer noch mehr Komfort zu bieten. Einige der verfügbaren Sonderausstattungen waren:
- Hochleistungsfahrwerk, 18″-Aluminiumräder aus dem WH Grange, bessere Bremsen und bessere Sitze – AU$ 3800,--
- Satellitennavigation – AU$ 4277,--
- Premium-Sound-System – AU$ 2706,--
- elektrisch betätigtes Schiebedach – AU$ 1995,--
- verbesserte Bremsen – AU$ 5550,--

Die Straßenlage dieser Version war besser als die der vorhergehenden, weil die Wagen bessere Fahrwerke hatten, aber durch die härtere Abstimmung hatte der Komfort etwas gelitten. Die Maße waren
- Länge: 4918 mm
- Breite: 1824 mm
- Höhe: 1404 mm
- Radstand: 2788 mm
- Gewicht: 1720 kg

Das Drehmoment des neuen V8-Motors aus den USA erreichte 473 Nm.
Ein manuell zu schaltendes Sechsganggetriebe und eine vierstufige Automatik wurden gegen Aufpreis angeboten. Airbags vorne und an den Seiten, Klimaautomatik und Antriebsschlupfregelung wurden serienmäßig geliefert. Die Automatik konnte mit einem mit „Power“ beschrifteten Schalter in einen Sportmodus geschaltet werden, in dem die Gänge höher ausgedreht wurden. Für Kleinteile standen im Innenraum Taschen an der Rückseite der Vordersitze und an den Türen, ein großes Handschuhfach und ein Fach in der Mittelkonsole zur Verfügung.

#### VT Senator Signature Kombi
Dieser Wagen wurde auch HSV Senator Signature Estate Wagon genannt. Es gab zwei Versionen: den 195i und den 220i (erkennbar an entsprechenden Aufschriften an der Heckklappe). Die Zahlen gaben die Leistung in bhp an. Einige Sonderausstattungen waren: verbessertes Bremssystem, Regensensor für die Scheibenwischer und ein komfortables Fahrwerk. Lederausstattung und Klimaautomatik waren serienmäßig. Das gegen Aufpreis erhältliche Soundsystem bot 350 W Spitzenleistung und Sechsfach-CD-Wechsler. Auf Wunsch gab es auch Komfortsitze von Coulson. Die 17×8″Aluminiumräder haben zehn Speichen. Heute gibt es nur noch wenige dieser Fahrzeuge.

### VX Senator
Die VX Senator aus dem Jahre 2000 zeigte eine Modellpflege mit kantigerem Design und einem auffälligen Wabengrill, während der VX Senator Serie II zusätzlich eine Diebstahlswarnanlage von Microdot erhielt. Die meisten Veränderungen an der VX-II-Serie im Vergleich zum Vorgänger waren nur äußerlich; das Design entstand wiederum unter der Ägide von Ian Callum, früher Konstrukteur bei Tom Walkinshaw Racing (TWR). Die Veränderungen umfassten einen Chromrahmen für den Kühlergrill, einen niedrigeren Kühlergrill mit Rautenmuster, eine Abrisskante am Dach und einen Flügel auf dem Kofferraumdeckel. Die Motorleistung beim neuen LS1-V8 stieg um 7 bhp (5 kW) auf 347 bhp (255 kW). Der VX Senator basierte ja zum Teil auf dem zeitgenössischen Holden Calais. Eine elektronische Antriebsschlupfregelung gehörte zum Serienumfang. Der Senator kostete 72.881 AU$ und bot unter anderem einen CD-Spieler mit Magazin für 10 CDs, ein Soundsystem mit zwei Tieftonlautsprechern, vier Airbags, Klimaautomatik, Tempomat, elektrische Fensterheber und elektrisch verstellbare Außenspiegel.
Zum ersten Mal bot der Senator auch Parksensoren hinten. Auf Wunsch gab es ein Navigationssystem oder ein Schiebedach. Die vierstufige Getriebeautomatik wurde weiterhin geliefert, ebenso wie vier Scheibenbremsen, vorne innenbelüftet. Die Wagen waren 4964 mm lang, 1842 mm breit, 1450 mm hoch und hatten 2788 mm Radstand. Das Gewicht lag bei 1710 kg und der Benzinverbrauch in der Stadt bei 18,1 l / 100 km. Der Benzintank fasste 75 l. Es gab eine Niveauregulierung hinten, einen CD-Spieler mit Magazin für 6 CDs und ein Soundsystem mit 8 Lautsprechern. Antiblockiersystem (ABS) und Antriebsschlupfregelung sorgten für erhöhte Sicherheit. Der Innenraum war mit Leder ausgestattet und das Armaturenbrett mit dunklem Holzimitat verkleidet. Auf Wunsch und gegen Aufpreis gab es auch ein verbessertes Bremssystem, ein Navigationsgerät und eine noch bessere Soundanlage.

### Senator Serie Y
Der neue, auf dem Holden VY Commodore basierende Senator aus dem Jahre 2003 hieß nun Senator Serie Y. Die neue Nomenklatur verwirrte viele Kunden, die den neuen Wagen immer noch VY Senator nannten. Das Design wurde noch kantiger und es gab ein Grundmodell Senator und den besser ausgestatteten Senator Signature. Beide Ausführungen hatten ein verbessertes Fahrwerk, Parksensoren hinten und eine LS1-V8-Motor mit 354 bhp (260 kW) Leistung. Zusätzlich zur Ausstattung des Grundmodells bot der Senator Signature 19″-Aluminiumräder (anstatt 18″ beim normalen Senator), andere Sitze und größere Bremsen an den Vorderrädern. Beim Senator Serie Y/II stieg die Motorleistung auf 388 bhp (285 kW).
Einige der zusätzlichen Ausstattungsdetails bei der Serie Y waren: Bordspannungs- und Öldruckanzeige im Zentralinstrument, Lederausstattung und Anzeigen mit weißem Hintergrund. Ein Lederlenkrad für bessere Griffigkeit und Memoryfunktionen an den elektrisch einstellbaren Vordersitzen wurden eingeführt, um die Einstellung auf unterschiedliche Fahrer zu erleichtern. HSV überarbeitete auch die Polsterung der Vordersitze nach Beschwerden über mangelnden Komfort.
Serienmäßig waren die Wagen mit CD-Magazin, elektrisch verstellbaren Außenspiegeln, elektrischen Fensterhebern, Tempomat, Klimaanlage, Wegfahrsperre und Zentralverriegelung mit Fernbedienung ausgestattet. Dazu gab es einen hinten eingebauten DVD-Spieler und Kopfhörer. Front- und Seiten-Airbags gehörten in der gesamten Modellpalette zur Serienausstattung. Zwei Sicherheitsdetails wurden ebenfalls hinzugefügt: eine elektronische Reifendrucküberwachung und Xenon-Entladungslampen als Abblend- und Fernlicht. Mehrlenkereinzelradaufhängung hinten wurde in Serie angeboten, nicht aber ein Navigationsgerät und ein Schiebedach, die gegen Aufpreis geliefert wurden.
Beim Motor handelte es sich um den bekannten 5,7-l-V8 LS1, der 354 bhp (260 kW) Leistung und 435 Nm Drehmoment entwickelte. Der Wagen wurde daher als Senator 260 bezeichnet. Die Lüftungsöffnungen für die Bremsen- und Motorkühlung sind verdeckt, um den luxuriösen Charakter des Fahrzeugs zu betonen. Die sichtbaren Lufteinlässe vorne sind mit Drahtgitter verkleidet. Die Kotflügelunterkanten und Spoiler, sowie die Unterseite der Außenspiegel waren in Satingrau lackiert, der Rest in Wagenfarbe. Die bekannten Senator-Embleme kann man an den Fahrzeugseiten, hinten an Fahrzeug und an den hinteren Türen unten sehen.
Im Innenraum gab es Aluminiumpedale, neue Farben, ein neues Vierspeichenlenkrad mit Fernbedienung für das Soundsystem, Instrumente mit weißem Hintergrund und kleinere Anzeigen mittig auf dem Armaturenbrett. Der Multifunktionsbildschirm zeigt beim Starten des Fahrzeuges das HSV-Logo und die Fahrgestellnummer. Klimaautomatik und ein 6-fach-CD-Wechsler von Blaupunkt (mit 8 Lautsprechern) gehören zur Serienausstattung. Das Finish des Innenraums ist in Karbonfaser und Leder gehalten. Der Grundpreis für diesen Senator lag bei 74.000 AU$.

### Senator Serie Z
2004 kam der Senator Serie Z, allerdings ohne das Signature-Modell, das wegfiel. Der Wagen basierte auf dem Holden VZ Commodore und zeigte weicheres, feineres Design und serienmäßig 19″-Aluminiumräder. Dem Antrieb diente ein neuer 6,0-l-V8-Motor der Serie LS2 mit 404 bhp (297 kW), wie in der Corvette C6. Die neuen Auspuffenden verliehen dem Wagen ein tieferes Motorengeräusch. Das Gewicht stieg auf 1735 kg; in 5,0 s beschleunigte der Wagen von 0 auf 100 km/h und die Geschwindigkeit wurde bei 273 km/h abgeregelt. Der Benzinverbrauch lag offiziell bei 10–12 l / 100 km, konnte aber in der Stadt bis auf 18–22 l / 100 km ansteigen.
Die Wagen waren 1450 mm hoch, 4984 mm lang, 1842 mm breit und hatten einen Radstand von 2788 mm.
Als Sonderausstattung waren ein Schiebedach (AU$ 2390,--), ein Navigationsgerät (AU$ 3800,--), ein DVD-Spieler für die Rücksitzpassagiere (AU$ 3900,--), Xenon-Scheinwerfer (AU$ 1800,--) und eine elektronische Reifendruckkontrolle (AU$ 1395,--) erhältlich. Die Sitze waren mit Nappaleder bezogen. Die Bremsen waren mit ABS ausgerüstet und die vorderen Bremsen hatten gelochte Scheiben und zwei Kolben. Die Einzelradaufhängung hinten war mit Niveauregulierung ausgerüstet, sodass der Senator zum Beispiel beim Ziehen eine Anhängers nicht nach hinten herunterhing. Diese Ausstattung wurde auch in den aktuellen Senator Signature der E-Serie übernommen.
Als Zeichen des Luxus erhielt der Kühlergrill noch einen Chromrahmen und Zehn-Speichen-Aluminiumräder. Auf Wunsch war das Interieur in Wildleder erhältlich. Der Senator kostete etwa gleich viel wie der Clubsport. Die Bremsen erhielten ein ABS der Generation 8.0 von Bosch. Mit dem neuen Motor (s. o.) war der Senator das schnellste in Australien gefertigte Auto.

### Senator Serie E
Der aktuelle Senator Signature Serie E basiert auf dem Holden VE Commodore und wurde im August 2006 mit einer Motorleistung von 417 bhp (307 kW) vorgestellt. Wiederum handelt es sich um eine 4-türige Limousine mit 5 Sitzplätzen, mit einem zulässigen Gesamtgewicht von 1600 kg. Serienmäßig ist der Wagen mit einem Automatikgetriebe und Ledersitzen ausgestattet. Die Entwicklungskosten der Serie E überschritten die der Serien VT, VX, Y und Z zusammen. Insgesamt ist der HSV Senator Signature wesentlich luxuriöser als der preislich entsprechende Holden Calais.
Der Senator der Serie E ist 4943 mm lang und 1899 mm breit. Der Bremsweg aus 100 km/h beträgt ca. 36 m. Der Wagen ist mit 19″-Aluminiumrädern mit Chromapplikationen ausgestattet. Im Innenraum findet man Akzente aus Kohlenstofffasern und Metallimitat. Erstmals gibt es kein Holzimitat, wie bei den Vorgängern. Die Rückleuchten sind komplett mit LEDs ausgestattet und sind zur Unterscheidung vom zeitgenössischen Holden Commodore 120 mm niedriger angeordnet. Die Entwicklungskosten der Serie E lagen bei AU$ 3,0 Mio. Die Konstrukteure haben den Senator eher luxuriöser als aggressiver entworfen. Der Einstiegspreis beträgt AU$ 76.990,--, ca. AU$ 4000,-- weniger als beim Vorgänger.
Wie der GTS der Serie E hat der Senator das elektronisch einstellbare Fahrwerk MagnaRide, das sich auf Komfort oder Leistung einstellen lässt. Dies geschieht durch Viskositätsveränderung der MRF, mit dem die Stoßdämpfer gefüllt sind. Diese Anlage bringt auch Vorteile beim Bremsen, da sie Nickbewegungen des Fahrzeuges verringert. Die Entwicklung dauerte 3 Jahre und kostete HSV AU$ 4,5 Mio.
Serienmäßig ist der Wagen mit einer Klimaautomatik, einem Blaupunkt-Soundsystem, einem Bordcomputer, einem Parkassistenten, einer Traktionskontrolle, Fahrdynamikregelung (Elektronisches Stabilitätsprogramm, ESP) elektrisch verstellbaren Außenspiegeln und elektrischen Fensterhebern ausgestattet. Die Anzeigen für Öldruck, Bordnetzspannung, Öltemperatur und Kühlwassertemperatur sind jetzt digital. Die Innenausstattung ist in hellbeige, weiß oder schwarz gehalten. Die Teppiche bleiben dunkel wie beim zeitgenössischen Holden-Calais-Modell. Es gibt auch eine Reihe von Sonderausstattungen, wie zum Beispiel ein unter dem Dach montierter DVD-Spieler, ein Parkassistent zum Vorwärtseinparken, Regensensor für die Scheibenwischer und Courtesyleuchten. Auch ein eingebautes Navigationsgerät ist verfügbar.
Der HSV Senator hat einen überarbeiteten 6,0-l-V8-Motor LS2, der 418 bhp (307 kW) Leistung bei 6000 min−1 und ein Drehmoment von 550 Nm bei 4400 min−1 abgibt. Die Beschleunigung von 0–100 km/h liegt bei unter 5,1 s und die Höchstgeschwindigkeit bei 273 km/h.

## Sondermodelle

### Senator 300
Dieses Modell wurde 2001 zusammen mit der Serie VX vorgestellt und auch noch zusammen mit dem Nachfolger Serie Y angeboten. Einige Details der Serienausstattung waren: 10-fach-CD-Wechsler, 8-fach elektrisch einstellbare Vordersitze, Holzimitat am Armaturenbrett, elektrische Fensterheber, Klimaautomatik, ABS und Seiten- und Frontairbags. Dieses Spitzenmodell kostete AU$ 98.850,--. Der Senator 300 wurde auf der Melbourne International Motor Show der Öffentlichkeit vorgestellt. Es wurden insgesamt nur 33 Stück gebaut, wovon 7 Stück nach Neuseeland exportiert wurden. Der V8-Motor wurde von Callaway getunt und lieferte 408 bhp (300 kW). Er war nur mit einem manuell zu schaltenden Sechsganggetriebe kombinierbar. ABS und erstklassige Bremsen mit gelochten Scheiben waren in den 18″-Aluminiumrädern mit Chromapplikationen montiert. Die Beschleunigung des Wagens von 0–100 km/h dauerte gerade mal 5,3 s und die Viertelmeile bewältigte er in unter 13,9 s.

### Senator Skaife Signature Serie Z
Dieser Wagen ist ein Sondermodell auf Basis des Senators Serie Z mit vom V8-Supercar-Fahrer Mark Skaife selbst entworfenen Spezialitäten. Serienmäßig war der Wagen mit einer vierstufigen Automatik ausgestattet. Zu den oben erwähnten Spezialitäten gehörten eine neue Lackierung namens „Phantom Black“ und Aluminiumräder mit Chromapplikationen. Innen bot das Fahrzeug Holzimitat, eine Fernentriegelung für die Heckklappe, ABS, eine Musikanlage mit acht Lautsprechern und einen DVD-Spieler für die Rücksitzpassagiere.